# Liste der Monuments historiques in Wolfisheim
Die Liste der Monuments historiques in Wolfisheim führt die Monuments historiques in der französischen Gemeinde Wolfisheim auf.

## Liste der Bauwerke
| Bezeichnung      | Beschreibung | Standort               | Kennzeichnung | Schutzstatus | Datum     | Bild           |
| ---------------- | --- | ---------------------- | ------------- | ------------ | --------- | -------------- |
| Kirche St-Pierre | mit Kirchhof und -mauer; Turm von 1492, Schiff aus dem 16. Jahrhundert; außen an der Kirche: Grabdenkmal von 1669 | Rue de l’Eglise (Lage) | PA00085265    | Inscrit      | 1932 2010 | weitere Bilder |